# Dasyscolia ciliata ciliata
Dasyscolia ciliata ciliata é uma subespécie de insetos himenópteros, mais especificamente de vespas pertencente à família Scoliidae.
A autoridade científica da subespécie é Fabricius, tendo sido descrita no ano de 1787.
Trata-se de uma subespécie presente no território português.